# جام کنفدراسیون آفریقا
جام کنفدراسیون آفریقا که به دلیل حمایت مالی با نام جام کنفدراسیون آفریقا توتال‌انرژیز نیز شناخته می‌شود، یک مسابقه باشگاهی فوتبال سالانه است که در سال ۲۰۰۴ از ادغام جام آفریقا و جام برندگان جام آفریقا توسط کاف سازماندهی شد.
باشگاه‌ها بر اساس عملکردشان در لیگ‌های ملی و رقابت‌های جام حذفی جواز حضور در این رقابت‌ها را کسب می‌کنند. این مسابقات سطح دوم فوتبال باشگاهی آفریقا است که در رده پایین‌تر از لیگ قهرمانان آفریقا قرار دارد. برنده مسابقات در فصل بعد در سوپر جام آفریقا با برنده مسابقات لیگ قهرمانان آفریقا روبرو می‌شود.
باشگاه‌های مراکشی بیشترین تعداد قهرمانی (۷ عنوان) را دارند و پس از آن تونس با ۵ قهرمانی در رتبه دوم قرار دارد. مراکش بیشترین تعداد تیم‌های برنده را دارد و پنج باشگاه این عنوان را کسب کرده‌اند. ۱۴ باشگاه برنده این جام شده‌اند که ۶ باشگاه بیش از یک بار قهرمان شده اند. صفاقسی و برکان موفق‌ترین باشگاه‌ها در تاریخ این مسابقات هستند که رکورد ۳ بار قهرمانی در این مسابقات را داشته‌اند. برکان مدافع عنوان قهرمان فعلی است که در فینال ۲۰۲۲ اورلاندو پایرتس را در ضربات پنالتی شکست داده است.

## تاریخچه

### شروع: ۲۰۰۴–۲۰۱۷
در سال ۲۰۰۴، کاف جام برندگان جام آفریقا را که در سال ۱۹۷۵ ایجاد شد با جام آفریقا که در سال ۱۹۹۲ معرفی شد ادغام کرد تا رقابت جدیدی به نام جام کنفدراسیون را تشکیل دهد که از آن زمان به عنوان دومین رقابت باشگاهی آفریقا در نظر گرفته شده است.
در اولین نسخه، باشگاه غنایی هارتس آف اوک با شکست دادن هم‌کشوری خود آسانته کوتوکو در فینال در ضربات پنالتی، برنده این مسابقه شد. سال بعد، باشگاه ارتش سلطنتی مراکش در مقابل تیم دلفین نیجریه قهرمان شد. در سال ۲۰۰۶، باشگاه ستاره ساحلی تونس در برابر ارتش سلطنتی مراکش جام را برد (به لطف قانون گل‌های خارج از خانه).
باشگاه صفاقسی در سال ۲۰۰۷ با شکست دادن المریخ سودان با نتیجه ۵–۲ در مجموع (۴–۲، ۱–۰) جام را به دست آورد. فصل بعد، صفاقسی دوباره جام را در برابر یک باشگاه تونسی دیگر، ستاره ساحلی برد. در سال ۲۰۰۹، استاد مالین با غلبه بر باشگاه الجزایری وفاق سطیف در فینال، در ضربات پنالتی قهرمان شد. فصل بعد، باشگاه مراکشی الفتح، جام را در مقابل صفاقسی تونس به دست آورد و در بازی برگشت ۳ بر ۲ پیروز شد.
در سال ۲۰۱۱، باشگاه مغرب الفاسی مراکش در فینال، در ضربات پنالتی، باشگاه آفریقایی تونس را شکست داد. سال بعد، باشگاه کنگویی لئوپاردز، باشگاه مالیایی جولیبا را در فینال شکست داد. نسخه ۲۰۱۳ شاهد پیروزی صفاقسی در برابر مازمبه بود. در سال ۲۰۱۴، باشگاه الاهلی مصر اولین جام کنفدراسیون خود را با شکست دادن باشگاه سیوی از ساحل عاج به دست آورد. در سال ۲۰۱۵، ستاره ساحلی بار دیگر با شکست دادن باشگاه آفریقای جنوبی اورلاندو پایرتس، جام را به دست آورد. مازمبه در سال‌های ۲۰۱۶ و ۲۰۱۷ جام را به دست آورد و به ترتیب باشگاه الجزایری مولودیه بجایه و سوپراسپورت یونایتد آفریقای جنوبی را شکست داد.

### تسلط مراکش: ۲۰۱۸–تاکنون
باشگاه مراکشی الرجا در سال ۲۰۱۸ مقابل باشگاه ویتا پیروز شد. در سال ۲۰۱۹، زمالک تیم مراکشی برکان را در فینال در ضربات پنالتی شکست داد.
در سال ۲۰۲۰ در زمینه همه‌گیری کووید-۱۹، مسابقات پس از آن پشت درهای بسته برگزار شد، باشگاه مراکشی برکان با نتیجه ۱ بر ۰ تیم مصری پیرامیدز را شکست داد. از این فصل، فینال در یک بازی انجام شده است. در سال ۲۰۲۱، باشگاه مراکشی الرجا با شکست القبائل در فینال با نتیجه ۲ بر ۱، برای دومین بار قهرمان جام شد.
در سال ۲۰۲۲، باشگاه مراکشی برکان برای دومین بار قهرمان جام شد و در فینال در ضربات پنالتی باشگاه اورلاندو پیراتس آفریقای جنوبی را شکست داد.

## مقدماتی
این رقابت از برندگان جام داخلی از تمامی ۵۴ انجمن عضو آفریقا و باشگاهی و باشگاه سوم در لیگ‌های داخلی دوازده انجمن برتر با تخفیف/به استثنای سال/فصل حاضر تشکیل شده است.

### فرمت
مسابقه در دو مرحله انجام می‌شود؛ مرحله مقدماتی و مرحله اصلی.

#### مرحله مقدماتی
این رقابت با یک دور مقدماتی آغاز می‌شود و سپس یک دور مرحله اول در قالب حذفی با قانون گل‌ زده در خانه حریف که به عنوان تساوی برنده عمل می‌کند، انجام می‌شود. شانزده تیم حذف شده از مرحله اول مقدماتی لیگ قهرمانان آفریقا وارد مرحله دوم مقدماتی این رقابت‌ها می‌شوند مگر اینکه از آنجا نیز حذف شوند.

#### مرحله اصلی
- شانزده تیم برنده از دور دوم مقدماتی وارد مرحله گروهی می‌شوند که در چهار گروه چهار تیمی قرار دارند. هر تیم با سه حریف دیگر در سیستم رفت و برگشت سه امتیاز برای برد بازی خواهد کرد.
- برندگان و تیم‌های دوم گروه به یک دور حذفی دو مرحله‌ای راه می‌یابند که در دو بازی در خانه و خارج از خانه در سه دور (یک چهارم نهایی، نیمه نهایی و فینال) برگزار می‌شود.
- در صورت مساوی بودن تعداد گل‌های زده شده در دو بازی، تیمی که بیشترین تعداد گل خارج از خانه را به ثمر برساند برنده اعلام خواهد شد. اگر تعداد گل‌های زده شده در بازی‌های خارج از خانه مساوی باشد، ضربات از روی نقطه پنالتی زده می‌شود.

### سوپر جام
برندگان با برندگان لیگ قهرمانان آفریقا در سوپر جام آفریقا در فصل بعد دیدار خواهند کرد.

## حمایت
در اکتبر ۲۰۰۴، ام‌تی‌ان قراردادی چهار ساله برای حمایت از مسابقات آفریقا به ارزش ۱۲.۵ میلیون دلار منعقد کرد که در آن زمان بزرگترین قرارداد حمایت مالی در تاریخ ورزش آفریقا بود.
در سال ۲۰۰۸، کاف ارزش ۱۰۰ میلیون یورو را برای بسته جامع و بلندمدت مسابقات خود در نظر گرفت، زمانی که مناقصه‌های اسپانسر جدیدی را باز کرد، که توسط غول مخابراتی فرانسوی اورانژ از طریق امضای قراردادی هشت ساله در جولای سال بعد، که شرایط آن فاش نشد، به دست آورد.
در ۲۱ ژوئیه ۲۰۱۶، غول فرانسوی انرژی و نفت توتال اس.ای. (در سال ۲۰۲۱ به توتال‌انرژیز تغییر نام داد) یک بسته حمایتی هشت ساله از کاف برای حمایت مالی از مسابقات خود دریافت کرد که با رقابت پرچمدار خود، جام ملت‌های آفریقا آغاز شد.
| عنوان حامی    | حامیان رسمی                | حامی سابق | تامین کننده توپ |
| ------------- | -------------------------- | --------- | --------------- |
| - توتال‌انرژیز | - اورانژ - ۱اکس‌بت - تیک‌تاک | - کیونت   | - آمبرو         |

## جایزه

### جام و مدال

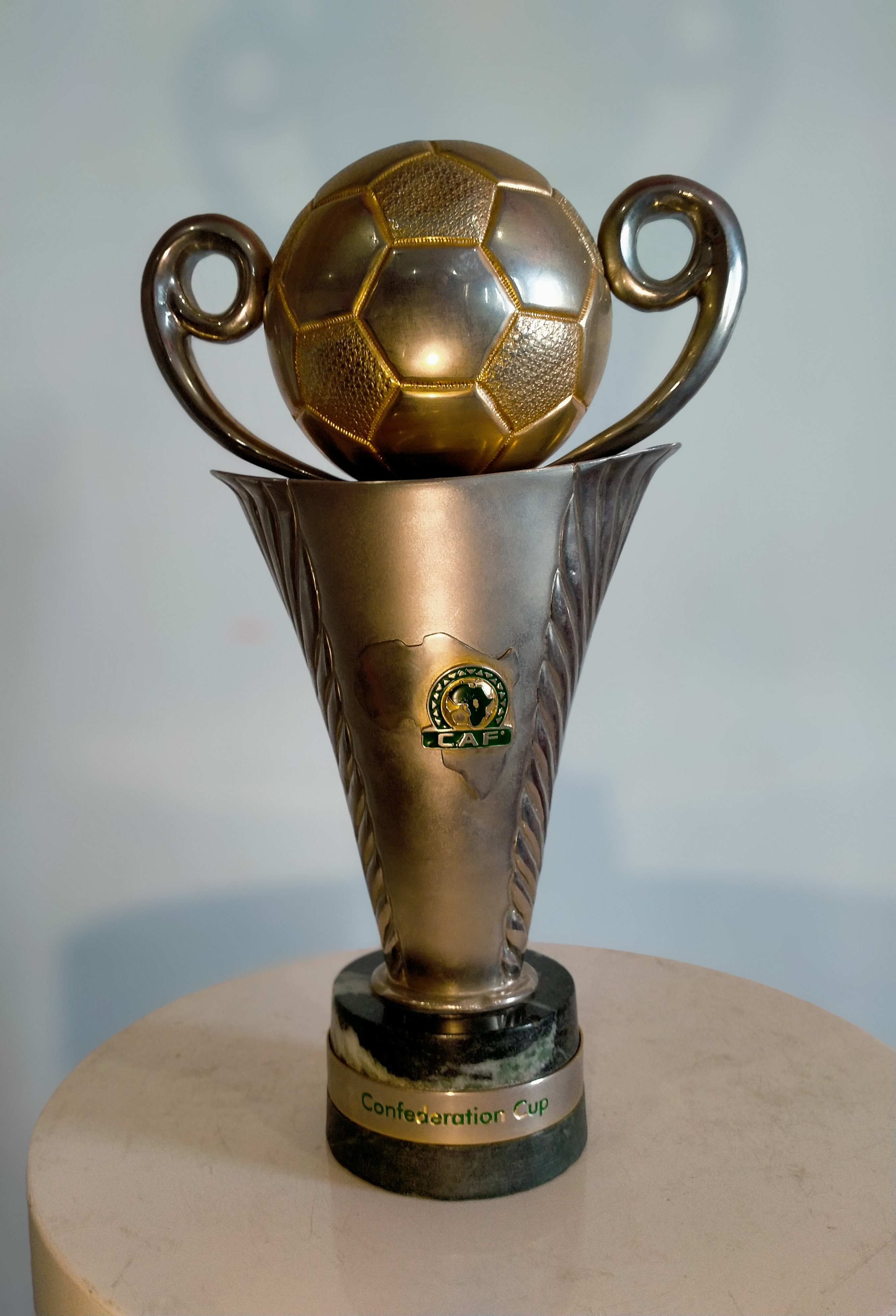
جام رسمی

هر ساله به تیم برنده جام باشگاه‌های قهرمان آفریقا اهدا می‌شود که نسخه فعلی آن از زمان تغییر نام مسابقات در سال ۱۹۹۷ اهدا شده است. ۴۰ مدال طلا به برندگان مسابقات و ۴۰ مدال نقره به نایب قهرمانان اهدا می‌شود.

### ۲۰۰۹–۲۰۲۰
کاف پول جایزه را برای تقسیم بین ۱۶ باشگاه برتر افزایش داد.
| موقعیت نهایی       | جایزه                 |
| ------------------ | --------------------- |
| قهرمان             | ۱،۲۵۰،۰۰۰ دلار آمریکا |
| نایب قهرمان        | ۶۲۵،۰۰۰ دلار آمریکا   |
| حذف در نیمه نهایی  | ۴۵۰،۰۰۰ دلار آمریکا   |
| حذف در یک‌چهارم     | ۳۵۰،۰۰۰ دلار آمریکا   |
| حذف در مرحله گروهی | ۲۷۵،۰۰۰ دلار آمریکا   |

## پوشش پخش
دارندگان حقوق پخش فعلی این مسابقه در زیر آمده است:
| کشور/منطقه                | کانال                                                                               |
| ------------------------- | ----------------------------------------------------------------------------------- |
| انجمن ملل آسیای جنوب شرقی | بی‌این اسپورتس                                                                       |
| بنین                      | یورو اسپرت                                                                          |
| اروپا                     | اسپورتفایو                                                                          |
| فرانسه                    | بی‌این اسپورتس                                                                       |
| بورکینافاسو               | آرتی‌بی                                                                              |
| آمریکای لاتین             | ای‌اس‌پی‌ان                                                                            |
| غنا                       | - جی‌تی‌وی - استارتایمز                                                               |
| منا                       | بی‌این اسپورتس                                                                       |
| آفریقای جنوبی             | - سوپر اسپورت - اس‌ای‌بی‌سی اسپورتس                                                    |
| بالکان                    | اسپور کلاب                                                                          |
| ایالات متحده آمریکا       | بی‌این اسپورتس                                                                       |
| جنوب صحرای آفریقا         | - کانال+ - سوپر اسپورت (مسابقات انتخاب شده) - استار تایمز (به غیر از آفریقای جنوبی) |
| شرق آفریقا                | - تی‌وی‌زی - شرکت پخش زیمبابوه                                                        |

## لیست قهرمانان

### باشگاهی
| باشگاه             | قهرمانی | نایب قهرمانی | سال‌های قهرمانی   | سال‌های نایب قهرمانی |
| ------------------ | ------- | ------------ | ---------------- | ------------------- |
| برکان              | ۳       | ۲            | ۲۰۲۰، ۲۰۲۲، ۲۰۲۵ | ۲۰۱۹، ۲۰۲۴          |
| صفاقسی             | ۳       | ۱            | ۲۰۰۷، ۲۰۰۸، ۲۰۱۳ | ۲۰۱۰                |
| ستاره ساحلی        | ۲       | ۱            | ۲۰۰۶، ۲۰۱۵       | ۲۰۰۸                |
| تی‌پی مازمبه        | ۲       | ۱            | ۲۰۱۶، ۲۰۱۷       | ۲۰۱۳                |
| زمالک              | ۲       | ۰            | ۲۰۱۹، ۲۰۲۴       |                     |
| الرجا کازابلانکا   | ۲       | ۰            | ۲۰۱۸، ۲۰۲۱       |                     |
| ارتش سلطنتی مراکش  | ۱       | ۱            | ۲۰۰۵             | ۲۰۰۶                |
| هارتس آف اوک       | ۱       | ۰            | ۲۰۰۴             |                     |
| استاد مالین        | ۱       | ۰            | ۲۰۰۹             |                     |
| الفتح              | ۱       | ۰            | ۲۰۱۰             |                     |
| مغرب الفاسی        | ۱       | ۰            | ۲۰۱۱             |                     |
| لئوپاردز           | ۱       | ۰            | ۲۰۱۲             |                     |
| الاهلی             | ۱       | ۰            | ۲۰۱۴             |                     |
| اتحاد الجزایر      | ۱       | ۰            | ۲۰۲۳             |                     |
| اورلاندو پایرتس    | ۰       | ۲            |                  | ۲۰۱۵، ۲۰۲۲          |
| آسانته کوتوکو      | ۰       | ۱            |                  | ۲۰۰۴                |
| دلفین              | ۰       | ۱            |                  | ۲۰۰۵                |
| المریخ             | ۰       | ۱            |                  | ۲۰۰۷                |
| وفاق سطیف          | ۰       | ۱            |                  | ۲۰۰۹                |
| آفریقایی           | ۰       | ۱            |                  | ۲۰۱۱                |
| جولیبا             | ۰       | ۱            |                  | ۲۰۱۲                |
| سیوی               | ۰       | ۱            |                  | ۲۰۱۴                |
| مولودیه بجایه      | ۰       | ۱            |                  | ۲۰۱۶                |
| سوپراسپورت یونایتد | ۰       | ۱            |                  | ۲۰۱۷                |
| ویتا               | ۰       | ۱            |                  | ۲۰۱۸                |
| پیرامیدز           | ۰       | ۱            |                  | ۲۰۲۰                |
| القبائل            | ۰       | ۱            |                  | ۲۰۲۱                |
| یانگ افریکنز       | ۰       | ۱            |                  | ۲۰۲۳                |
| سیمبا              | ۰       | ۱            |                  | ۲۰۲۵                |

### کشوری
| کشور          | قهرمانی | نایب قهرمان |
| ------------- | ------- | ----------- |
| مراکش         | ۸       | ۳           |
| تونس          | ۵       | ۳           |
| مصر           | ۳       | ۱           |
| کنگو          | ۲       | ۲           |
| الجزایر       | ۱       | ۳           |
| غنا           | ۱       | ۱           |
| مالی          | ۱       | ۱           |
| کنگو          | ۱       | ۰           |
| آفریقای جنوبی | ۰       | ۳           |
| تانزانیا      | ۰       | ۲           |
| ساحل عاج      | ۰       | ۱           |
| نیجریه        | ۰       | ۱           |
| سودان         | ۰       | ۱           |

### منطقه‌ای
| فدراسیون(منطقه)         | قهرمان(ها) | تعداد      |
| ----------------------- | --- | ---------- |
| یوناف (آفریقای شمالی)   | برکان (۳)، صفاقسی (۳)، ستاره ساحلی (۲)، الرجا (۲)، زمالک (۲)، الاهلی (۱)، ارتش سلطنتی مراکش (۱)، الفتح (۱)، مغرب فاسی (۱)، اتحاد الجزایر (۱) | ۱۷ قهرمانی |
| یونیفاک (آفریقای مرکزی) | مازمبه (۲)، لئوپاردز (۱) | ۳ قهرمانی  |
| وافو (آفریقای غربی)     | هارتس آف اوک (۱)، استاد مالین (۱) | ۲ قهرمانی  |
| سیکافا (آفریقای شرقی)   | | ۰ قهرمانی  |
| کوسافا (آفریقای جنوبی)  | | ۰ قهرمانی  |

## صفحه‌های مشابه
لیگ قهرمانان آفریقا
لیگ قهرمانان زنان آفریقا
سوپر جام آفریقا
جام آفریقا
جام برندگان جام آفریقا